# 레귤러터리 칼리지
레귤러터리 칼리지(Regulatory college)는 캐나다에서 전문직의 업무를 규제함으로써 공익을 보호하는 법인이다. 이들은 캐나다 내에서 해당 전문직의 업무를 규제하기 위해 국가의 승인을 받는다.
대부분의 레귤러터리 칼리지는 정관이나 법인 설립이 아닌 의회법에 의해 설립되며, 일반적으로 법인격을 얻기 위한 등록이 필요하지 않다. 캐나다 헌법은 대부분의 전문직 활동 규제를 연방 정부가 아닌 주 정부의 책임 영역으로 규정하고 있기 때문에, 레귤러터리 칼리지를 설립하는 법률은 일반적으로 연방 정부가 아닌 주 정부 법률이다. 이들은 특정 분야에서 일하기 위한 법률적 요구 사항으로 제정된다. 예를 들어, 온타리오주의 근로자는 "강제 직종"으로 분류된 숙련직에서 온타리오 칼리지 오브 트레이즈 회원 자격 없이는 일할 수 없다.
각 레귤러터리 칼리지는 주 의회법에 의해 특정 권한과 책임을 부여받는다. 이들은 회원(등록자 또는 면허 소지자라고도 함)의 비행 사례를 조사하고 비행에 연루된 회원을 제명하거나 고발함으로써 대중을 보호할 책임이 있다.
비행은 고의적인 악의적 행위를 포함할 수 있지만, 칼리지가 정한 역량 기준에 미달하거나, 확립된 윤리 강령을 따르지 않거나, 칼리지가 유지하는 내규 중 하나를 위반하는 경우도 포함될 수 있다.
비행 조사를 외에도 레귤러터리 칼리지는 회원 공개 등록부를 유지할 의무가 있다.